# Reincarnatus
Reincarnatus ist eine niederländische Mittelalter-Rock-Band aus Valkenburg in Limburg.

## Geschichte
Die Band wurde 2005 von Renate Dirix und Joyce Hamers gegründet. Später stießen Marna van der Velden, Linda Custers, Isabelle Dosne, Inge Stallinga-Gorissen, Hellen Hurkens und Eleën Bartholomeus zur Band. Bereits ein Jahr nach der Gründung tourte die Band durch die Niederlande, wobei diese Tour zu einem Erfolg wurde. Im selben Jahr brachte die Band eine Miti-CD heraus, die selbst finanziert wurde. Zwei Jahre später veröffentlichte die Band ihr Debütalbum, das Media Vita heißt. Dieses landete bereits wenige Wochen nach der Veröffentlichung auf dem 62. Platz der niederländischen LP-Charts, wo sich das Album 2 Wochen halten konnte.
In Deutschland wurde die Band durch die Teilnahme an der Anderswelt-Tour der Münchner Mittelalter-Rock-Band Schandmaul, die durch Österreich, der Schweiz, Deutschland und den Niederlanden führte, bekannt. Im Februar 2009 unterzeichnete die Band einen Vertrag mit dem deutschen Label F.A.M.E Recordings, wo auch Schandmaul, The Seer, Anna Katharina Kränzlein und Weto unter Vertrag stehen. Zudem nahm die Band 2009 erstmals beim Wacken Open Air in Wacken teil.

## Stil
Die Band kombiniert mittelalterliche- und moderne Popmusik. Dabei verwendet die Band Instrumente, wie Schalmei, Fiedel, Bouzouki, Drehleier, Schlagzeug, E-Gitarren, Bass und Synthesizer. Die Texte werden oft mehrstimmig gesungen und entweder in lateinischer oder in mehreren mittelalterlichen Sprachen verfasst. Manchmal sind die Texte auch auf Englisch, Deutsch und Niederländisch verfasst.

## Diskografie
- 2006: Mini-CD (Eigenproduktion)
- 2008: Media Vita (F.A.M.E Recordings)
- 2010: DVD Media Vita Tour (Eigenproduktion)
- 2012: New Life (Eigenproduktion)